# ヘースリンゲン
ヘースリンゲン (ドイツ語: Heeslingen) は、ドイツ連邦共和国ニーダーザクセン州のローテンブルク（ヴュンメ）郡に属す町村（以下、本項では便宜上「町」と記述する）で、ザムトゲマインデ・ツェーフェンを構成する自治体の一つである。

## 地理

### 位置
ヘースリンゲンはツェーフェンの東約 5 km に位置する。町内をオステ川が流れている。

### 自治体の構成
ヘースリンゲン集落の他、ボイツェン、フライヤーゼン、マインシュテット、ザッセンホルツ、シュテットドルフ、ヴェールツェン、ヴェンゼン、ヴィーアスドルフの集落がこの町に属す。

## 歴史
最も古い入植地は約6000年前の石器時代中期に形成された。約3700年前の石器時代後期から巨大墳墓が造られている。
記録から、961年にヘースリンゲンに修道院が創設された。初期ロマネスク様式の荒石造りの教会は、この種のものとしてはエルベ川とヴェーザー川との間で最も古いものである。また、多くの湿地に囲まれていることから、ノルマン人の襲撃の際はエルベ川とヴェーザー川の間の諸都市の避難所として利用された。たとえばハンブルクは845年にデーン人のヴァイキングに、915年にはスラヴ人のオボトリート族によって破壊されている。ヘースリンゲン発展のピークは1038年で、ザーリアー家の皇帝コンラート2世により市場開催権が授与された。この発展の時代は、アルブレヒト熊公がザクセン公として一時的に支配権を得ていた1141年に、修道院が隣のツェーフェンに移転したことで幕を閉じた。
ハインリヒ・ヒムラーは1945年5月にこの町で逮捕された。

## 行政

### 議会
この町の町議会は15議席からなる。

### 紋章
青地。左（向かって右）に塔のある銀色の教会が、2つのドングリをつけた金のオークの葉の上部に描かれている。
この町の紋章には、青地にデザイン化されていない写実的な教会が銀色で描かれている。その下部にはやはりデザイン化されていないオークの葉が向かって右向きに置かれ、葉軸の上下に１つずつ金のドングリが付いている。紋章に描かれた教会は1875年に鐘楼が破壊される前の村の教会の外観である。

## 経済と社会資本

### 交通
ヘースリンゲンはツェーフェンの北東、ハンブルク方面へ向かう鉄道路線沿いの高台にあり、停車駅を有している。また、ハンブルク - ブレーメン自転車道がこの町を通っている。

## 引用
1. ↑  Landesamt für Statistik Niedersachsen, LSN-Online Regionaldatenbank, Tabelle A100001G: Fortschreibung des Bevölkerungsstandes, Stand 31. Dezember 2023